# Jezioro Śmiadowo
Jezioro Śmiadowo este o arie protejată (sit de importanță comunitară — SCI) din Polonia întinsă pe o suprafață de 214,45 ha, integral pe uscat.

## Localizare
Centrul sitului Jezioro Śmiadowo este situat la coordonatele 53°37′06″N 16°33′37″E / 53.6183°N 16.5603°E.

## Înființare
Situl Jezioro Śmiadowo a fost declarat sit de importanță comunitară în septembrie 2006 pentru a proteja un număr necunoscut de specii din flora spontană și fauna sălbatică aflate în arealul zonei.

## Biodiversitate
Situată în ecoregiunea continentală, aria protejată conține 1 habitat natural: Ape oligotrofe din câmpii nisipoase, cu un conținut foarte redus de minerale (Littorelletalia uniflorae).
La baza desemnării sitului se află un număr nedeclarat de specii protejate.
Pe lângă speciile protejate, pe teritoriul sitului au mai fost identificate 4 specii de plante.